# Clàssica Ciutat de Pàdua
La Clàssica Ciutat de Pàdua (en italià: Classica Città di Padova) va ser una cursa ciclista femenina italiana, d'un sol dia, que es disputava anualment a Pàdua, al Vèneto. Es va organitzar de 2008 a 2013.

## Palmarès
| Any  | Vencedora             | Segona               | Tercera              |
| ---- | --------------------- | -------------------- | -------------------- |
| 2008 | Annalisa Cucinotta    | Rasa Leleivytė       | Vania Rossi          |
| 2009 | Monia Baccaille       | Kirsty Broun         | Alessandra D'Ettorre |
| 2010 | Noemi Cantele         | Valentina Scandolara | Alison Testroete     |
| 2011 | No disputada          |                      |                      |
| 2012 | Carmen Small-McNellis | Simona Frapporti     | Monia Baccaille      |
| 2013 | Giorgia Bronzini      | Trixi Worrack        | Marta Tagliaferro    |